# Auró de Capadòcia

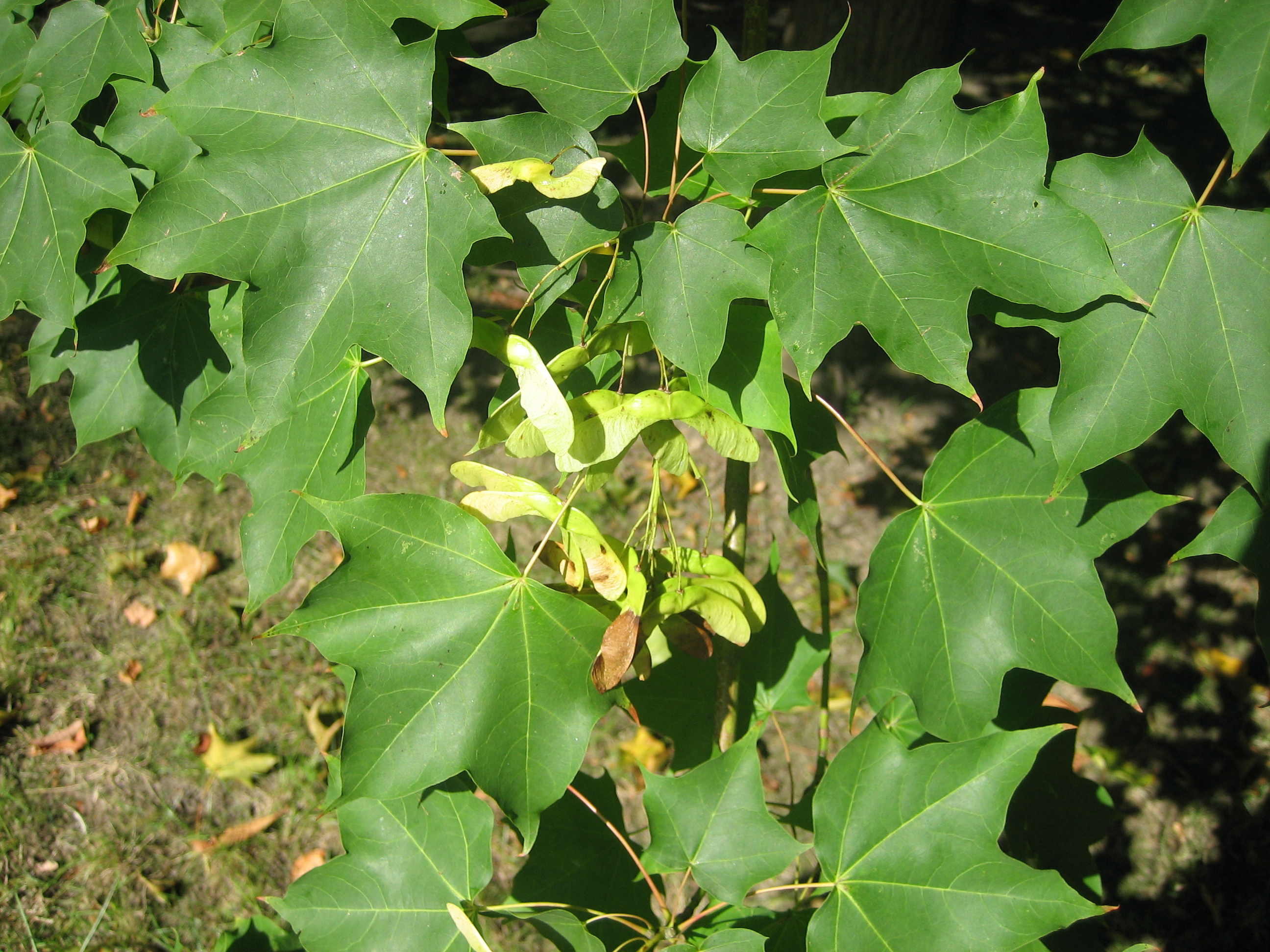
Fulles i sàmares in situ.

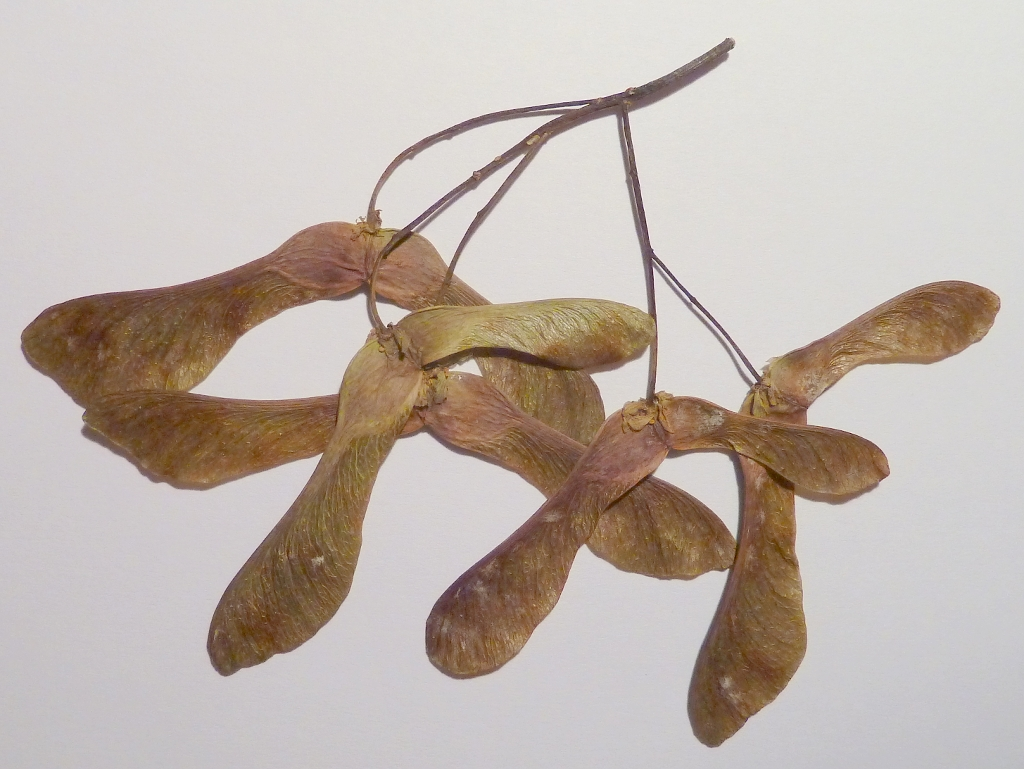
Acer cappadocicum: Sàmares seques.

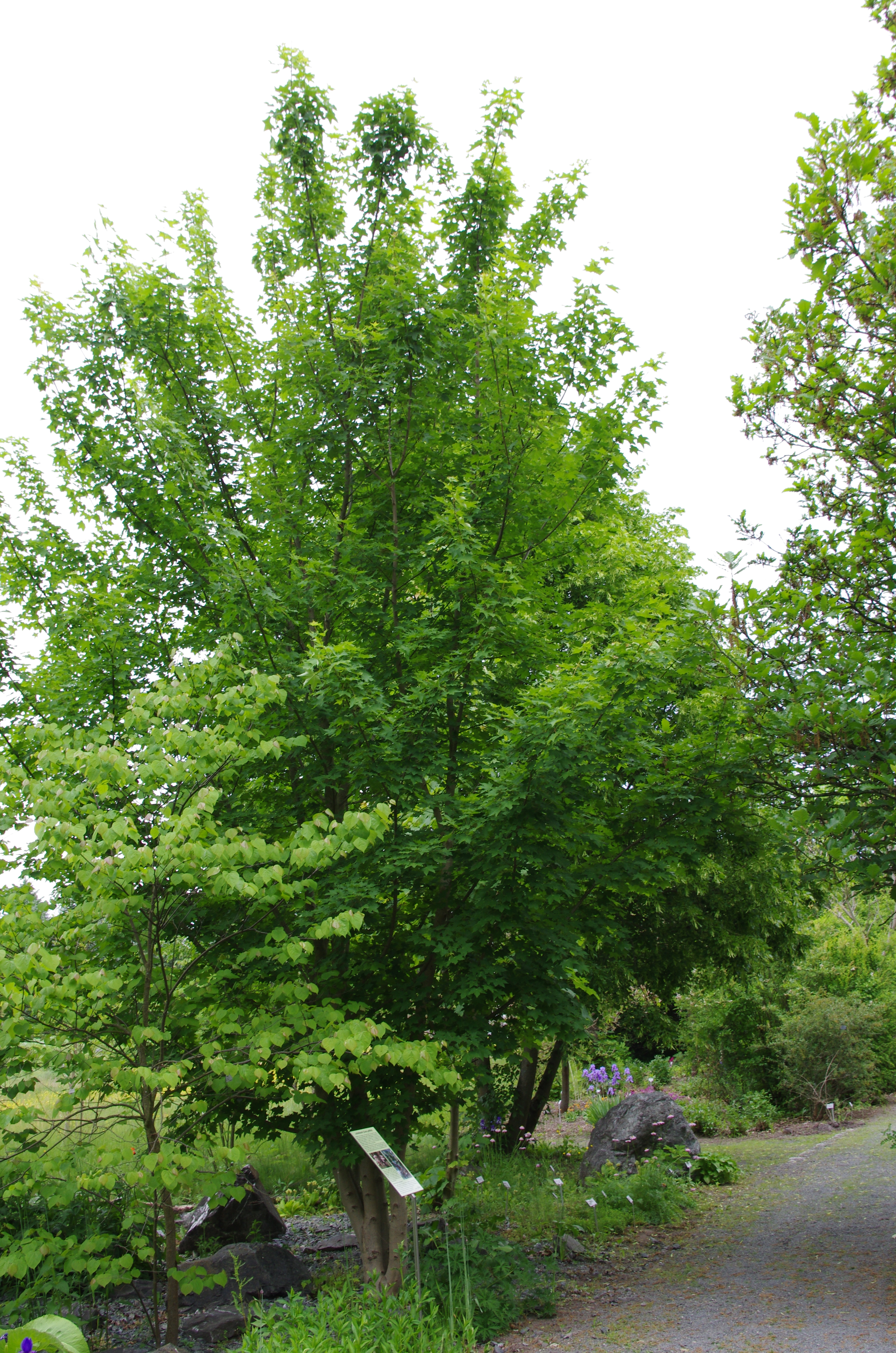
Vista de l'arbre

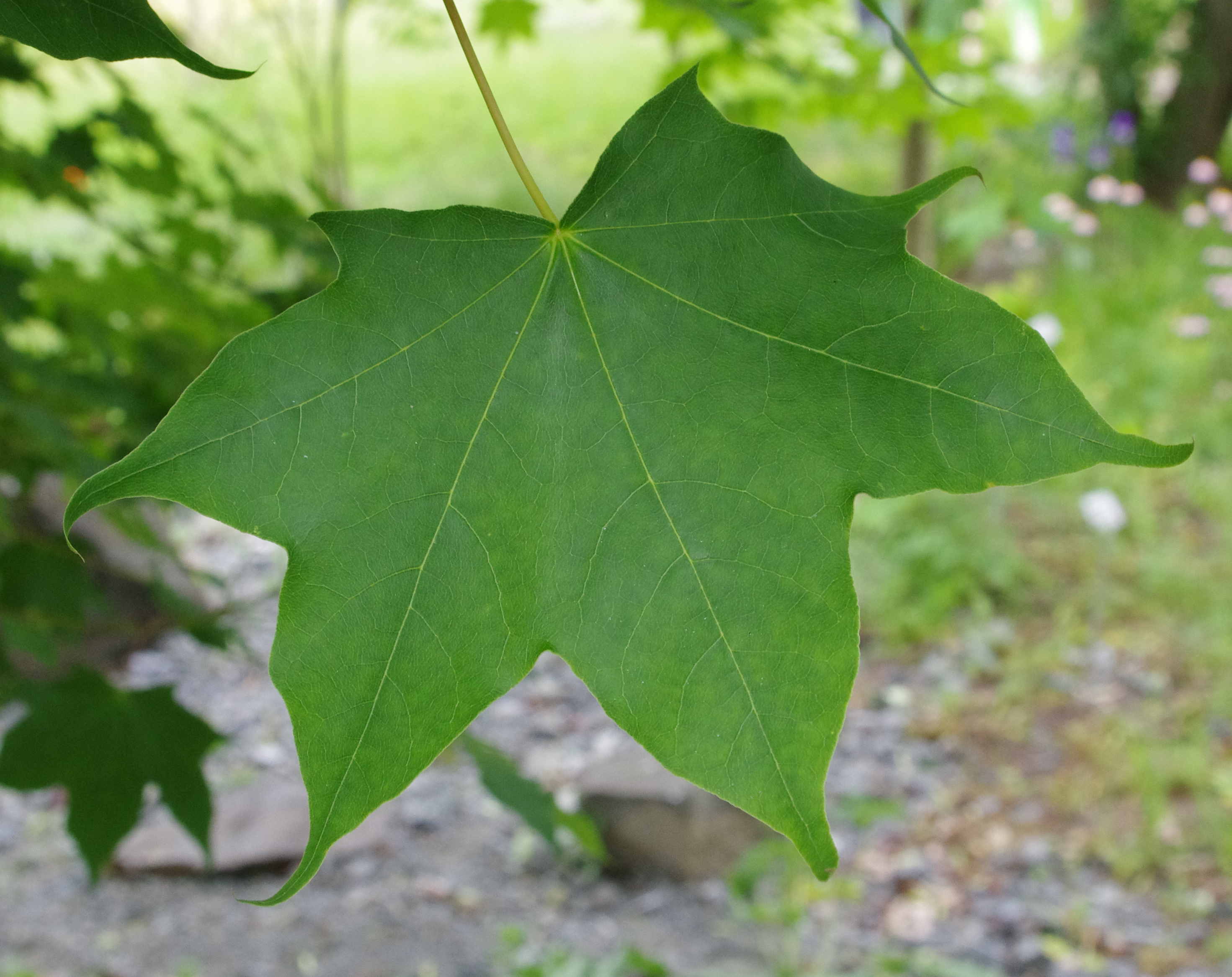
Detall de la fulla

L'auró de Capadòcia (Acer cappadocicum), es una espècie botànica que pertany a la família de les sapindàcies.

## Descripció
És un arbre caducifoli de capçada arrodonida, globosa, molt frondosa i amplament estesa i que pot fer més de 25 m d'alçada, de vegades de port arbustiu i amb diversos troncs. És molt ramificat, amb la escorça llisa, amb fines esquerdes de color gris. Les fulles tenen generalment entre 3 a 5 lòbuls, són de base subcordada, i fan entre 6 a 12 cm de llargada i gairebé tant d'amplada. Els lòbuls són triangulars amb àpexs allargats; tenen les vores ocasionalment crenulats i són de color verd fosc, amb els pecíols, i de vegades la nervadura, de to vermellós. Les flors són blanc-verdoses, petites i disposades en nombre de 15 a 20 sobre panícules corimbiformes erectes i terminals d'uns 6-7 cm de llargada i, generalment, les flors masculines i les femenines es troben en branques diferents. Les sàmares són dobles, d'ales sovint desiguals, i fins i tot mancar una, no gaire arquejades, de 3-8 cm de llargada.
Floreix a la primavera, d'abril a maig, a el mateix temps que es despleguen les fulles.

## Hàbitat i distribució
És originària d'Àsia, des del centre de Turquia (antiga Capadòcia) cap a l'est al llarg del Caucas. A través de l'Hindu Kush, al llarg de l'Himàlaia, fins al sud-oest de la Xina.
Es va introduir a Europa el 1838.
Viu en sòls de qualsevol tipus o naturalesa, però els prefereix humits. Requereix sol o mitja ombra.

## Taxonomia
Està estretament emparentat amb Acer lobelii de l'Itàlia meridional, que també és tractat com una subespècie d'A. cappadocicum per alguns autors. L'espècie de l'Àsia oriental Acer amplum, Acer pictum i Acer truncatum també estan molt properament emparentats, i sovint es confonen al cultivar-los amb A. cappadocicum. cappadocicum
Acer cappadocicum va ser descrita per Johann Gottlieb Gleditsch i publicat a Schriften der Gesellschaft Naturforschender Freunde zu Berlin 6: 116, pl. 2. 1785.
Etimologia
Acer: nom genèric que procedeix del llatí ǎcěr, -ĕris = "afilat", referit a les puntes característiques de les fulles o la duresa de la fusta que, suposadament, s'utilitzaria per fabricar llances. Ja citat en, entre d'altres, Plini el Vell, 16, XXVI/XXVII, referint-se a unes quantes espècies d'auró.
cappadocicum: epítet geogràfic que al·ludeix a la seva localització a la Capadòcia.
Tàxons infraespecífics acceptats
- Acer cappadocicum subsp. cappadocicum: la forma de nominació està molt estesa des de l'Àsia Menor, la regió del Mar Negre sobre el Caucas fins a l'Himàlaia i l'oest de la Xina. Les fulles solen ser de set lòbuls i relativament grans. D'aquesta subespècie es van seleccionar dues varietats:
  - 'Aureum': fulles groguenques a groc-verdoses, amb menys creixement.
  - 'Rubrum': fulles vermelloses.
- Acer cappadocicum subsp. divergens (K. Koch ex-Pax) Murr.: aquesta subespècie està molt estesa a la Transcaucàsia i és molt més petita a totes les parts. Les fulles són de només tres a cinc lobulades, de fins a cinc centímetres d'amplada, la planta creix més com un arbust.
- Acer cappadocicum subsp. lobelii (Ten.) A.E.Murray: aquesta subespècie a vegades també figura com a espècie independent, té una àrea de distribució reduïda al sud d'Itàlia. L'arbre arriba a una alçada d'uns 15 metres. Les fulles són relativament grans i cinc lòbuls, els lòbuls característicament apunten cap endavant. L'auró de Zöschen (Acer × zoeschense) és un híbrid de jardí de l'auró de Calàbria amb l'auró blanc (Acer campestre). De vegades es planta a la varietat "Annae" de fulles lleugerament vermelles.
- Acer cappadocicum subsp. sinicum (Rehder) Hand.-Mazz.: aquesta subespècie, que només és originària de la Xina, té fulles de cinc lòbuls que queden força petites entre sis i vuit centímetres. El pecíol i els fruits són de color vermellós.

Sinonímia
- Acer pensylvanicum subsp. capillipes (Maxim.) Wesm.
- Acer cultratum Wall.
- Acer pictum Thunb.[10]
- Acer colchicum Hartwiss
- Acer laetum C.A.Mey.
- Acer laetum var. colchicum (Hartwiss) Schwer.
- Acer laetum f. rubrum Schwer.
- Acer laetum f. tricolor Schwer.
- Acer laetum f. viride Schwer.
- Acer lobelii var. colchicum (Hartwiss) Pax
- Acer lobelii f. horticolum Pax
- Acer lobelii subsp. laetum (C.A.Mey.) Pax[11]